# 변경자 문자 윗고리
˚ "변경자 문자 윗고리" (U+02DA)는 공백 변경자 문자들(U+02B0–02FF) 중 하나이다.
압하스어 번역에서 문자 ә를 나타낼 때 사용하며.
데바나가리어 번역에서 약어 기호 ॰를 나타낼 때도 사용한다.

## 같이 보기
- 도 기호(°)
- 고리 (기호)
- Å
- 한글에서 중요한 것을 강조할 때의 기호